# Agerskov Kirke
Agerskov Kirke er en kirke i Agerskov i Sønderjylland.
Kirken er viet til Sankt Dionysios, som var biskop i Paris omkring år 200 e.Kr.
Kirken er opført omkring år 1200 med ombygninger i 1300-året og 1500-året og består af skib i romansk stil af granitkvadersten, unggotisk kor med sakristi og sengotisk tårn og våbenhus. I de gotiske dele er genanvendt kvadre fra et romansk kor med apsis.
Et granittympanon (muligvis fra en præstedør) er trin mellem kor og sakristi. Ligesom våbenhuset har tårnrummet indvendige blændinger. Det overhvælvedes i renæssancen, da trappehuset opførtes.
I korets gotiske hvælv kalkmalede dekorationer fra 1632 med apostlene og evangelisttegn.
Renæssance altertavle fra 1597 med malerier fra 1763. I en sidealterniche i triumfbuen er anbragt to figur-grupper, »den gode« og »den onde« side af en Golgatascene fra en gotisk fløjaltertavle. Fra en anden gotisk tavle stammer tre figurer: Maria, Johannes og en apostel.
I en vinduesniche i østvæggen ses to senmiddelalderlige messeklokker.
Middelalderlig granitdøbefont.
Korbuekrucifiks fra begyndelsen af 1400-tallet med latinsk minuskel-indskrift og oprindelig staffering.
Prædikestol fra 1798 med malerier og himmel.
På kirkens nordside står en gammel hyld, som ifølge et sagn skulle få besøg af kongen, når den anden gang var skåret ned. På infotavlen ved træet ses et foto af Christian 10. fra 1920, der står ved træet, der da var vokset op for tredje gang.
På kirkens sydside findes en lille bestand af den ellers i Danmark sjældne Murrude (Asplenium ruta-muraria).
- Hyldetræet
- Murrude